# Thrixspermum cordulatum
Thrixspermum cordulatum är en orkidéart som beskrevs av Johannes Jacobus Smith. Thrixspermum cordulatum ingår i släktet Thrixspermum och familjen orkidéer. Inga underarter finns listade i Catalogue of Life.